# Heidelberg Materials

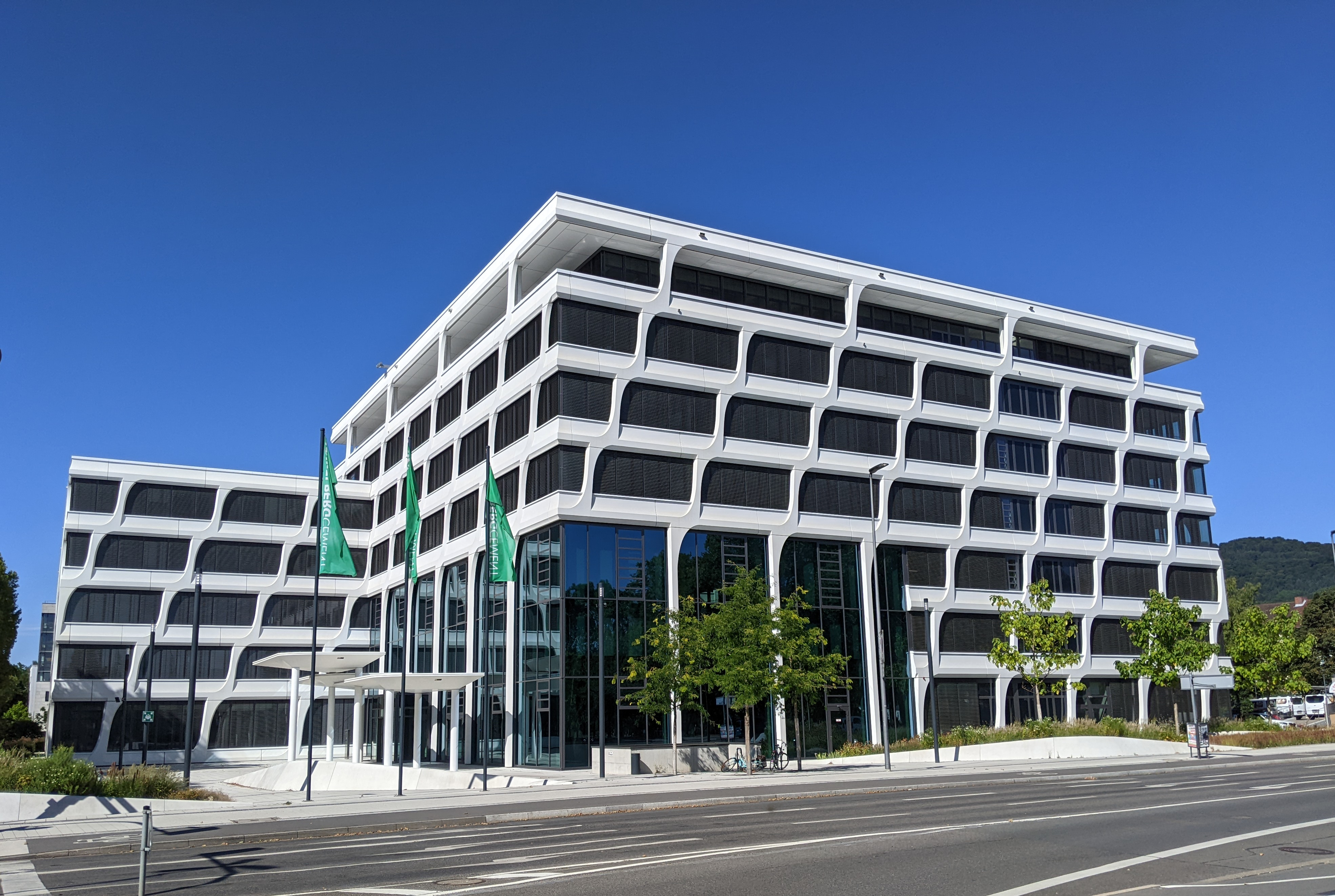
Główna siedziba w Heidelbergu

Heidelberg Materials (do 2023 HeidelbergCement) – niemiecki producent materiałów budowlanych z siedzibą w Heidelbergu.
W roku 2007 spółka w produkcji cementu zajmowała czwarte miejsce na świecie oraz była światowym liderem na rynku kruszyw. W roku 2006 wyprodukowała ok. 80 mln ton cementu. Zatrudnia (2008) blisko 65 tys. pracowników w 2700 przedsiębiorstwach, w 50 państwach, których roczne obroty kształtują się na poziomie 15 mld euro.

## Historia
Przedsiębiorstwo zostało założone 5 czerwca 1874 przez Johanna Philippa Schifferdeckera w Heidelbergu, Badenia-Württembergia (Niemcy). W roku 1896 wyprodukowało ok. 80 tys. ton cementu portlandzkiego. W roku 1914 przejęło wiele małych przedsiębiorstw z branży budowlanej. W 1936 r. produkowało 1 mln ton cementu rocznie. Działalność za granicą rozpoczęła się wraz z przejęciem części Vicat Cement we Francji. W roku 1972 osiągnęło produkcję cementu na poziomie 8,3 miliona ton. W 1977 r. przejęło północnoamerykański Lehigh Cement, natomiast od 1990 r. rozpoczęło ekspansję w Europie Wschodniej. W 1993 r. nabyło część SA Cimenteries CBR, w Belgii.
W 2005 roku przedsiębiorstwo prowadziło działalność w 50 krajach, zatrudniając 43 000 pracowników i sprzedając 68 milionów ton cementu rocznie. W roku 2006 posiadało 37 cementowni w Europie i Azji Centralnej, 13 zakładów cementowych w Ameryce Północnej, 4 cementownie w Afryce, oraz 12 w różnych krajach Azji.
W roku 2007 spółka sprzedała 35% udziałów francuskiej Vicat Cement.
Głównymi konkurentami Heidelberg Materials są: Holcim, CRH plc i Cemex.
W Polsce do Heidelberg Materials należą spółki Grupy Górażdże.